# Eliezer Lejb Treistman
Eliezer Lejb Treistman (Eliezer Trajsman, zm. 1929) – chasyd z Ger (Góra Kalwaria), rabin Żelechowa do 1906 roku, rabin Radomia w latach 1906–1912, a następnie po śmierci rabina Eliasza Chaima Majzela (1821–1912), naczelny rabin Łodzi. Funkcję sprawował do 1929 roku. Jego miejsce zajął Jakub Lejb Mincberg.

## Literatura
- Społeczność żydowska Radomia w I połowie XX wieku, pod red. Zbigniewa Wieczorka, Radom 2008, ISBN 978-83-88100-56-7.